# 튀비즈

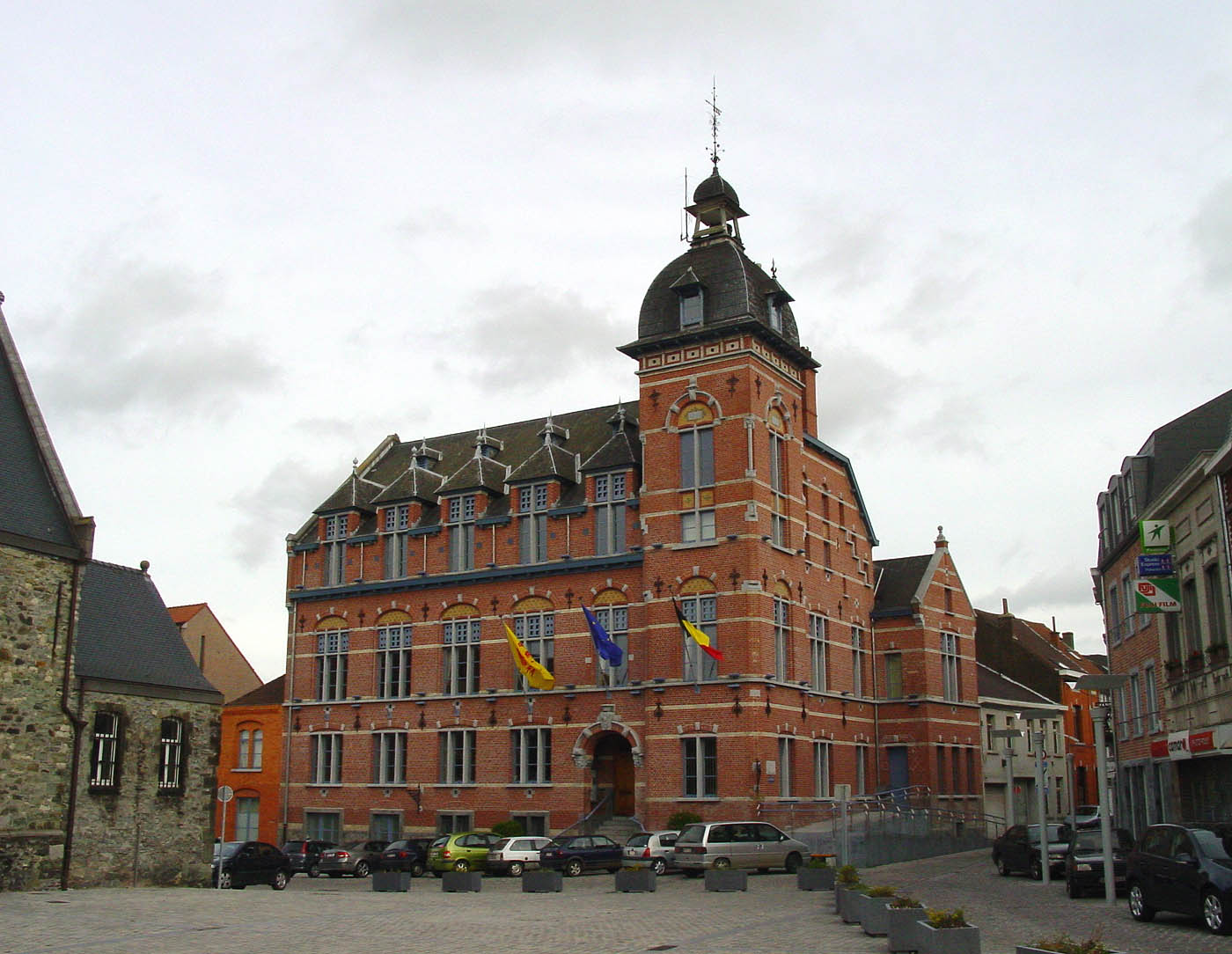
튀비즈 시청

튀비즈(프랑스어: Tubize, 네덜란드어: Tubeke 튀베커[*])는 벨기에 왈롱 브라방왈롱주에 위치한 도시로 면적은 32.66km2, 인구는 24,108명(2013년 1월 1일 기준), 인구 밀도는 740명/km2이다.

시기
시 문장